# Красный Турыш
Красный Турыш — деревня в Красноуфимском округе Свердловской области. Входит в состав Чатлыковского сельского совета.

## География
Населённый пункт расположен на правом берегу реки Турыш в 24 километрах на север от административного центра округа — города Красноуфимск.

### Часовой пояс
Красный Турыш как и вся Свердловская область, находится в часовой зоне МСК+2. Смещение применяемого времени относительно UTC составляет +5:00.

## Население
| 2002 | 2010 | 2021 |
| ---- | ---- | ---- |
| 137  | ↘87  | ↘66  |

## Улицы
В деревне расположено всего две улицы: Заречная и Молодёжная.